# Isla Axel Heiberg
La isla Axel Heiberg (Inglés Axel Heiberg Island) es la séptima isla más grande de Canadá. Forma parte del archipiélago de las islas de la Reina Isabel. Pertenece al Territorio de Nunavut, encontrándose entre las coordenadas 78° y 81° N. y 85° y 97° O en la parte occidental de la isla Ellesmere.  
Es una isla recortada por grandes fiordos, con un área total de 43 178 km². El punto más alto es Outlook Peak, con una altura de 2211 m. El hielo y los glaciares cubren 14 733 km² del área total. 
Debido a la falta de mineralización en muchos de los especímenes del bosque, la caracterización tradicional de "fosilización" falla para estos bosques y la "momificación" puede ser una descripción más clara. Los registros fósiles aportan pruebas sólidas de que el bosque de Axel Heiberg era un bosque húmedo de alta latitud.

## Historia
La isla Axel Heiberg estuvo habitada en el pasado por los inuit, pero estaba deshabitada cuando fue bautizada por Otto Sverdrup, que la exploró en 1900-01. Le puso el nombre de Axel Heiberg, director financiero de la cervecería noruega Ringnes que patrocinó la expedición.

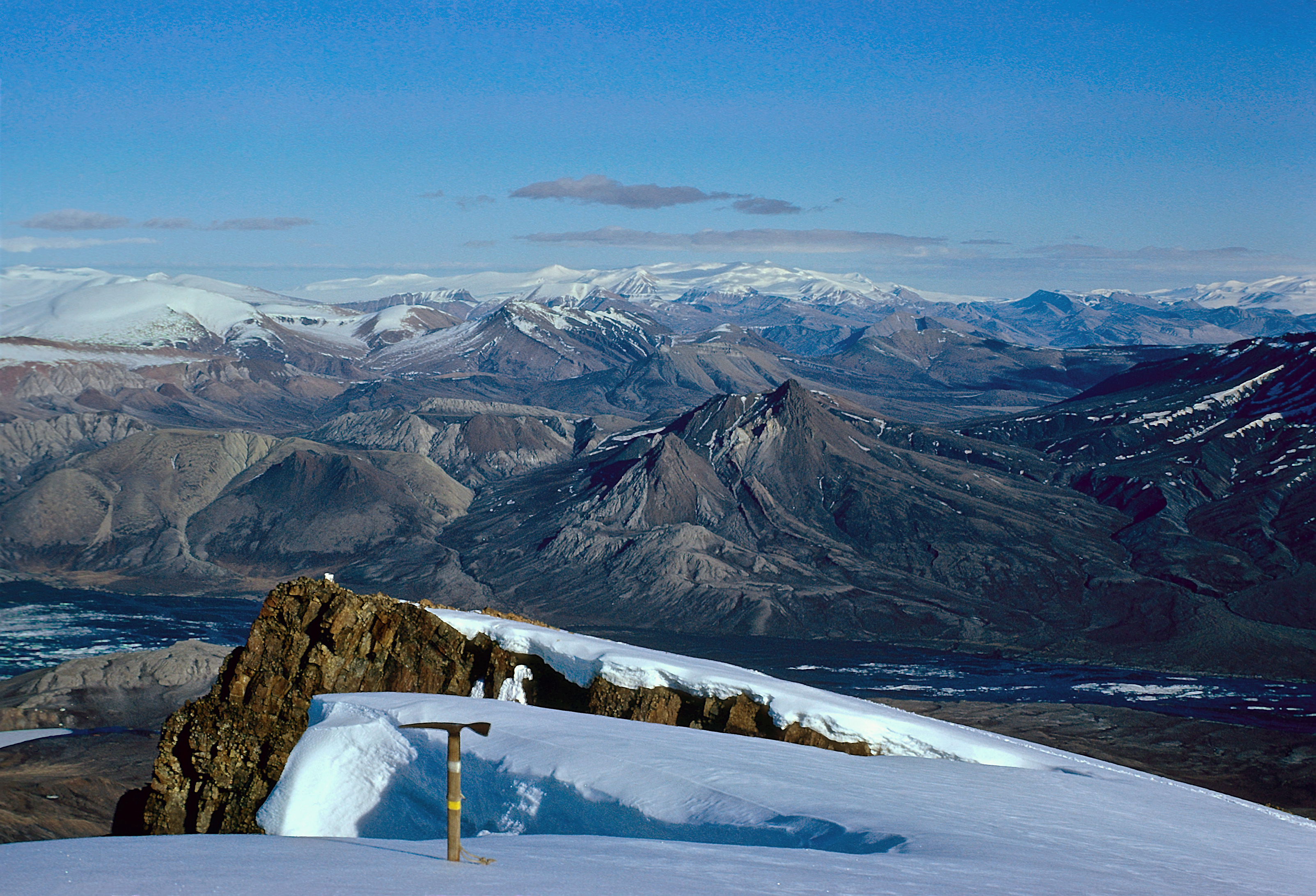
Vista desde Wolf Mountain en Expedition Valley. Al fondo, el sur de la isla Axel Heiberg cubierto de glaciares. 24 de junio de 1975

Otros exploradores visitaron la isla a principios del siglo XX, época en la que fue reclamada por Noruega hasta 1930. En la actualidad forma parte del territorio de Nunavut, en Canadá. No fue hasta finales de la década de 1940 cuando la isla fue fotografiada desde el aire por la operación Polaris de las Fuerzas Aéreas del Ejército de los Estados Unidos. En 1955, dos geólogos del Servicio Geológico de Canadá, N.J. McMillan y Souther, recorrieron el interior como parte de la Operación Franklin. Las observaciones de McMillan sobre el glaciar Bunde, en el noroeste de la isla de Axel Heiberg, son las primeras observaciones glaciológicas sobre el terreno que han llegado a una publicación científica. Esto dio lugar a la creación de la Estación de Investigación del Ártico McGill, construida a 8 km al interior del fiordo Expedition en 1960. 
En 1959, científicos de la Universidad McGill exploraron el Fiordo de la Expedición (antes Fiordo Sør o Fiordo Sur) en el centro de la isla Axel Heiberg. Esto dio lugar al establecimiento de la Estación de Investigación Ártica de McGill (79°26′N 90°46′O / 79.433, -90.767), construida 8 km (5 mi) en el interior del Fiordo de la Expedición en 1960. Consta de una pequeña cabaña de investigación, una cocina y dos estructuras temporales que pueden alojar cómodamente a 8-12 personas. La estación fue inicialmente muy utilizada durante los primeros años de la década de 1960, durante los cuales había una población de 20 personas. La Estación de Investigación Ártica de McGill está activa de marzo a agosto y sus investigaciones se centran actualmente en la geomorfología polar, la geología, la glaciología, el permafrost, el cambio climático y la microbiología polar. En los últimos 10-15 años, ha servido como un importante análogo de Marte para las investigaciones de astrobiología que estudian la vida y la habitabilidad de los crioambientes polares y la prueba de campo de las plataformas de instrumentación de exploración planetaria.

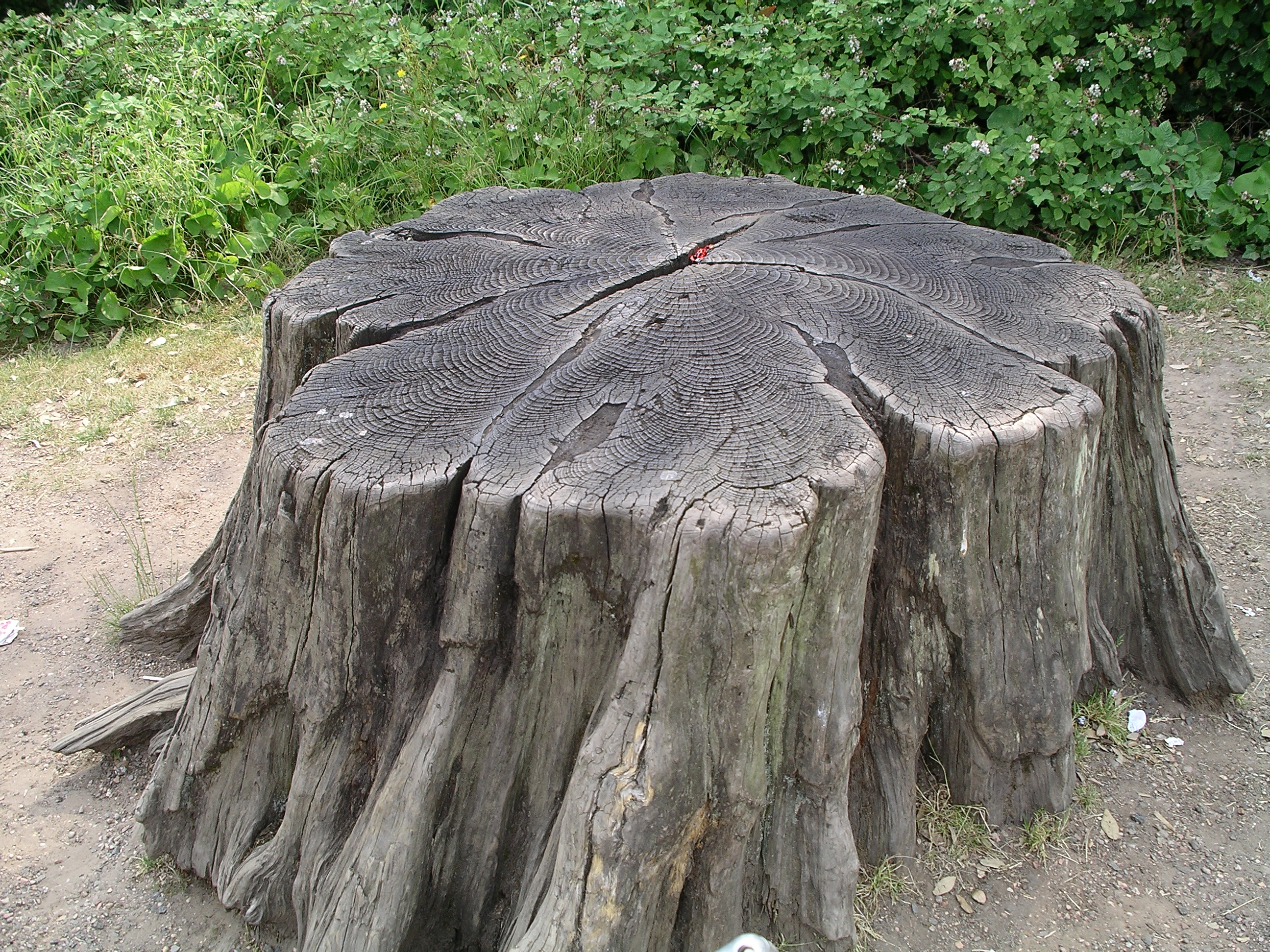
Uno de los tres tocones descubiertos en isla Axel Heiberg.

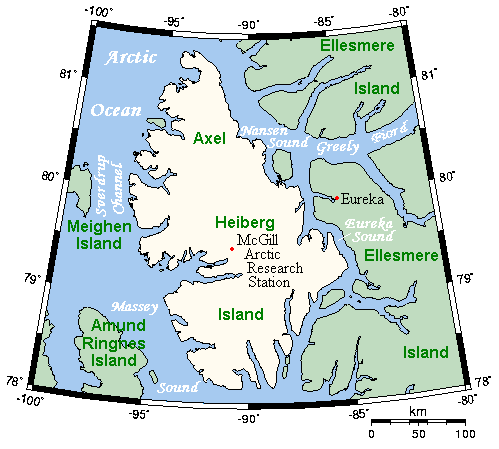
Mapa de la Isla Axel Heiberg.

Permanece deshabitada, salvo una pequeña estación científica. No obstante, aún se conservan restos de poblados inuit. En la isla se descubrió en 1985 un bosque petrificado del Eoceno, tres tocones datados hace 40 millones de años, lo que indica que esta parte norte del ártico era más cálida y húmeda que en la actualidad.

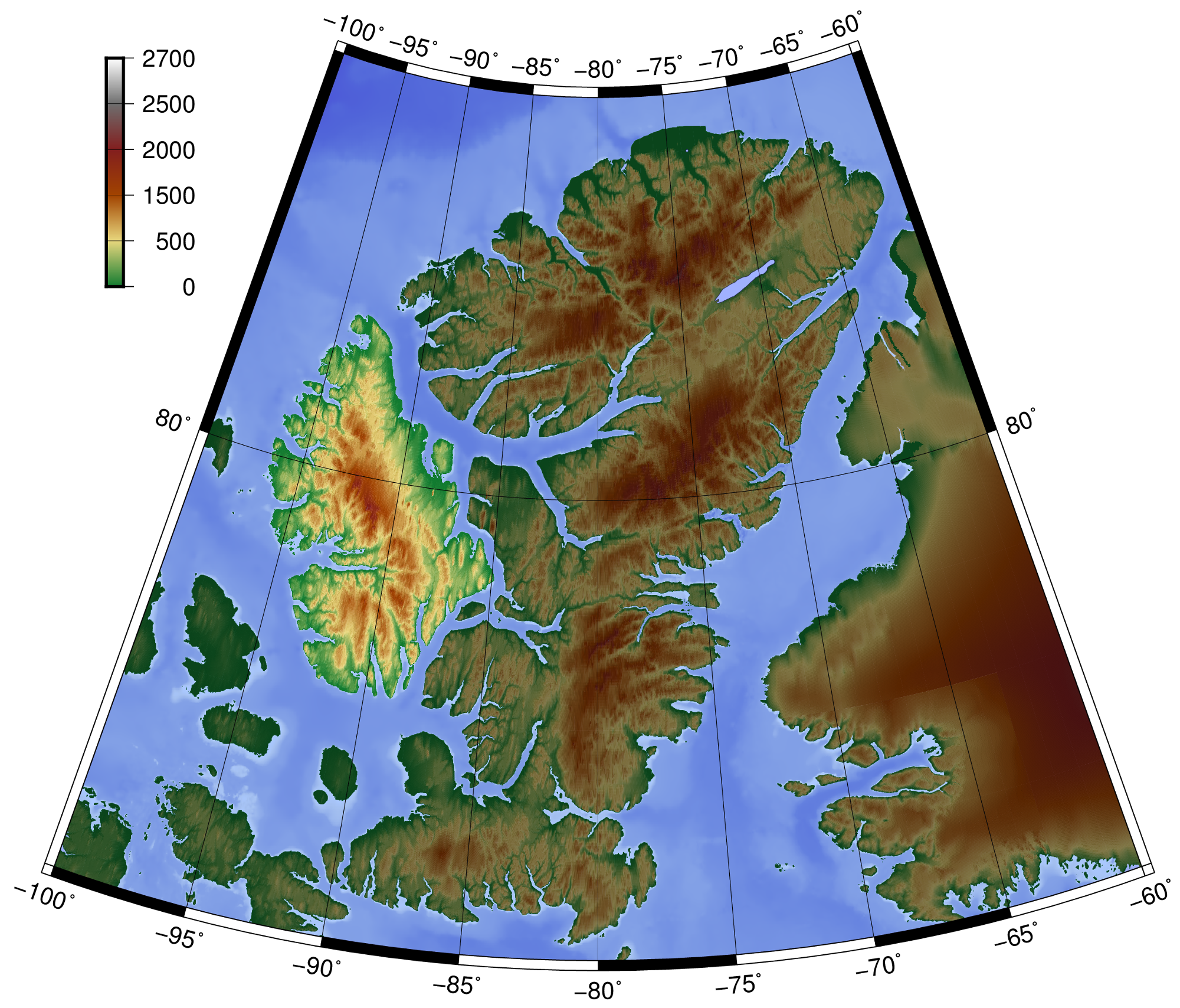
Topografía de la isla Axel Heiberg

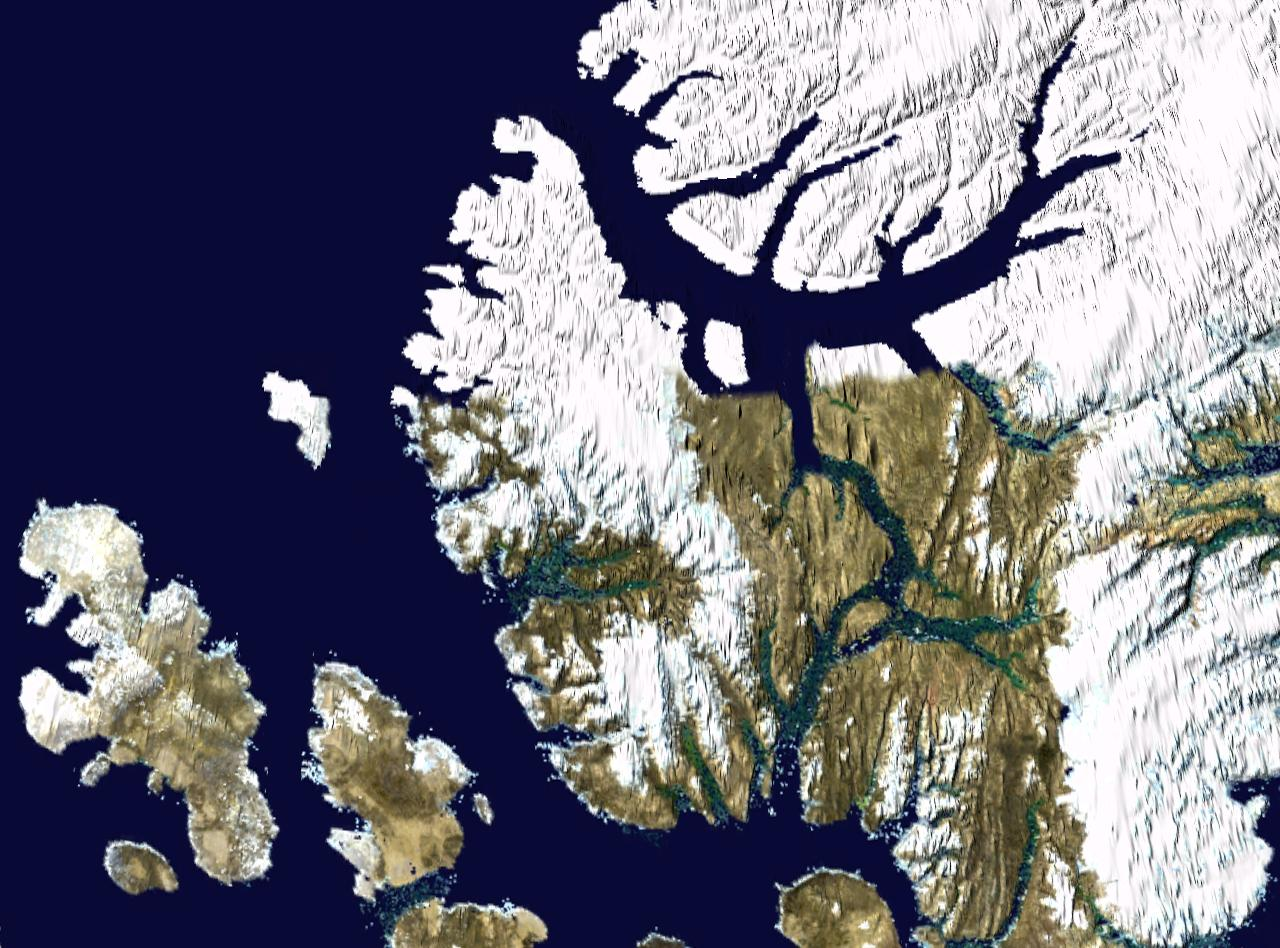
Montaje fotográfico satelital de la isla Axel Heiberg

En el verano de 1972, una expedición de la Army Mountaineering Association británica dio nombre al glaciar Scaife, tras la muerte accidental del sargento Kenneth Scaife.
Durante el verano de 1986, una expedición canadiense encabezada por el Dr. James Basinger se propuso investigar un bosque fósil muy inusual en Axel Heiberg. Desde entonces, los hallazgos de ésta y otras expediciones posteriores se han difundido en Canadá. Basinger, James F "Our 'Tropical' Arctic" en Canadian Geographic (Ottawa) 106:28. 1987</ref> Foster, Janet "Journey to the Top of the World" Toronto: Greey de Pencier. 1987</ref> Hace más de 40 millones de años, durante la época del Eoceno, floreció un bosque de árboles altos en la isla Axel Heiberg. Los árboles alcanzaban hasta 35 m (114,8 pies) de altura; algunos pueden haber crecido entre 500 y 1000 años. En aquella época, el clima polar era cálido, pero los inviernos seguían siendo continuamente oscuros durante tres meses. Al caer los árboles, el fino sedimento en el que crecía el bosque protegía a las plantas. En lugar de convertirse en petrificadas "de piedra", acabaron momificadas por el clima frío y seco del Ártico, y sólo recientemente quedaron expuestas por la erosión.
En 1999, la conservación de este yacimiento único era motivo de preocupación, ya que la madera fósil se dañaba y erosionaba fácilmente una vez expuesta. Preocupaba que los turistas de cruceros por el Ártico se llevaran la madera, y que el yacimiento fuera perturbado por los helicópteros militares canadienses de una base cercana, e incluso por los propios científicos en sus estudios. Se pidió una mayor protección para la zona. Actualmente no tiene estatus oficial, en parte porque las reclamaciones de tierras tenían que resolverse. Pero ahora Nunavut está estudiando la mejor manera de proteger el bosque fósil, posiblemente creando un parque territorial que se llamará Napaaqtulik, "donde hay árboles".
En la isla se han descubierto interesantes fósiles de animales, entre ellos un ejemplar notablemente conservado de una antigua tortuga Aurorachelys y, identificado en 2016, el húmero de un ave Tingmiatornis.

## Bosques fósiles
La isla es conocida por sus bosques fósiles del Eoceno medio hace unos 45 millones de años. La isla estaba entonces a unos 78,6° N, pero debido al clima cálido y húmedo durante este período estaba cubierta por un bosque frondoso y rico en especies. Sin embargo, las condiciones de crecimiento debieron ser muy especiales con un período anual de oscuridad de 115 días y 130 días con sol de medianoche.
Las coníferas fueron las más importantes, especialmente Metasequoia, pero también representantes de otros géneros como Cathaya, Chamaecyparis, Ginkgo, Glyptostrobus, alerce (Larix), abeto (Picea), pino (Pinus), Pseudolarix , Taiwán y tsuga (Tsuga). De los árboles de hoja caduca había, entre otros, arces (Acer), alisos (Alnus), abedules (Betula), nogal (Carya), castaño (Castanea), katusuratre (Cercidiphyllum), avellano (Corylus), haya (Fagus), fresno (Fraxinus ), Ilex , nogal (Juglans), ambratre (Liquidambar), Nyssa, Nyssidium, árbol avión (Platanus), nogal (Pterocarya), roble (Quercus), Rhus , sauce (Salix), tilo (Tilia) y olmo (Ulmus).

## Glaciación
El glaciar Blanco es un glaciar de valle que ocupa 38,7 km² (14,9 mi²) en la zona del fiordo de la Expedición de la isla de Axel Heiberg (79°30′N 090°50′O / 79.500, -90.833). Se extiende en la elevación de 56 a 1782 m (61,2 a 1948,8 yd) sobre el nivel del mar, un rango que, como señaló Dyurgerov (2002), sólo es superado por Devon Ice Cap en la lista mundial de glaciares con balance de masa medido. El espesor del hielo alcanza o supera los 400 m (437,4 yd). Su máxima extensión en la historia reciente, que marca el avance del glaciar en respuesta al enfriamiento de la Pequeña Edad de Hielo, se alcanzó no antes de finales del siglo XVIII, y más probablemente a principios del siglo XX. Hay pruebas de que el retroceso de la terminación, que antes era de unos 5 m (5,5 yd) por año, se está desacelerando (Cogley et al. 1996a; Cogley y Adams 2000). El glaciar White ha sido objeto de muchos artículos en la literatura glaciológica desde 1960, por ejemplo, Müller (1962) fue la fuente de un diagrama ya clásico que elabora e ilustra el concepto de "facies de glaciares".

## Geología
La isla se encuentra dentro de la cuenca de Sverdrup, una cuenca sedimentaria de 1000 km por 350 km que abarca las islas de la reina Isabel occidentales, desde la isla del Príncipe Patrick hasta el norte de la isla de Ellesmere. Hace aproximadamente entre 318 y 66 millones de años, se acumularon en la cuenca hasta 13 km de sedimentos; Axel Heiberg contiene la sección más gruesa.
Las sales también se acumularon en la región al principio de la historia de la cuenca de Sverdrup cuando se evaporó el agua del mar. Cuando la actividad tectónica formó la cordillera de la Princesa Margarita, esta sal acumulada migró para formar domos de sal o diapiros. La isla Axel Heiberg tiene la segunda mayor concentración de diapiros del mundo después de Irán: de los 100 que se han identificado dentro de la cuenca de Sverdrup, 46 se encuentran en la isla Axel Heiberg. La presencia de acumulaciones de sal y diapiros suele ser un indicio de reservas de petróleo y gas, ya que la sal se acumula en entornos similares a los que producen petróleo. Además, la sal puede actuar como un sello para formar un recinto alrededor de las reservas de petróleo, impidiendo su migración.

## Manantial Lost Hammer
El manantial Lost Hammer, situado en la región central occidental de la isla (79°07′N 090°21′O / 79.117, -90.350, es el más frío y salado de todos los manantiales árticos descritos hasta la fecha. Se caracteriza por una descarga hipersalina perenne (24 %) a temperaturas bajo cero (~−5 grados Celsius (23,0 °F)) que fluye hacia la superficie a través de una estructura de toba salina hueca, 2 m (2,2 yd) de altura. Las continuas emisiones de gas del manantial indican una fuente termogénica de metano subyacente. Sobre la base de estas propiedades, este manantial se considera un importante lugar análogo en astrobiología para los posibles hábitats actualmente presentes en Marte y las lunas frías Europa y Encélado.